# Наземные моллюски
Наземные моллюски — экологическая группа животных, объединяющая всех моллюсков, обитающих на суше. Включает около 35 тысяч современных видов, все из которых принадлежат к классу брюхоногих. Выход на сушу произошёл несколько раз на протяжении эволюции брюхоногих, потому наземные моллюски есть среди разнообразных, часто не близкородственных, систематических групп. Наиболее многочисленная и разнообразная систематическая группа наземных моллюсков, особенно в умеренных широтах — это отряд стебельчатоглазых (Stylommatophora). Наземные моллюски распространены по всей планете, исключая Антарктиду и некоторые острова, населяя разнообразные биотопы от полупустынь до дождевых лесов.
Представлены двумя основными жизненными формами: улитка и слизень, которые также не соотносятся с родственностью этих групп, поскольку потеря раковины произошла много раз на протяжении эволюции брюхоногих моллюсков.